# Venera 12
Venera 12 foi uma sonda enviada a Vénus que fazia parte do Programa Vênera. Lançada no dia 14 de setembro de 1978, a sonda pesava 4940 kg. A sonda chegou a Vénus no dia 21 de dezembro de 1978, mas ela apresentou as mesmas anomalias desconhecidas de Venera 11, pois após 110 minutos o controle da Terra perdeu o sinal da sonda.